# Aa calceata
Aa calceata, vrsta južnoameričke orhideje iz Bolivije i Perua. Opisana je 1912.

## Sinonimi
Altensteinia calceata Rchb.f.
|  | Zajednički poslužitelj ima još gradiva o temi Aa calceata |
|  | Wikivrste imaju podatke o taksonu Aa calceata             |